# 彷徨的蒼藍子彈
〈徬徨的蒼藍子彈〉（日语：／ Samayoeru Aoi Dangan）是日本音樂組合B'z的歌曲。於1998年4月8日作為第24張單曲由Rooms RECORDS發行。

## 概要
本作是在即將發售精選輯『B'z The Best "Pleasure"』之前，於專輯巡演『B'z LIVE-GYM '98 "SURVIVE"』舉行中所發售的單曲。由於原本便打算在巡迴演唱會中的春初發行單曲，因此在同巡演中自2月9日起開始製作兩曲，並於即將發售前在演唱會上先行披露。完成後立即決定商業搭配。
以大字印刷了「Hi」的表記，並且亦存在紅色「B'z」標誌的唱片封面（亦有別的商業搭配貼紙）。
日本唱片協會統計達成百萬銷量紀錄。

## 收錄曲
1. （徬徨的蒼藍子彈）
使用了具有電錫塔琴（英语：Electric sita）與破音效果之吉他，並由甘美朗風的打擊樂器，構成了別具民族音樂氣息的編曲[5]。於中斷部分的吉他聲，使用了名為KORG"KAOSS PAD"的效果器[6]。
當初前奏樂句是以合成器演奏。由松本的「若模仿錫塔琴的話會很有趣吧？[原文 1]」這樣的提案而成為了使用電錫塔琴[7]。除了錫塔琴外，亦有稻葉表示可用帶到錄音室的曼陀林彈奏的提案，但松本以「沒辦法（笑）因為沒有在彈⋯雖然會調音⋯。但至今還沒半個滿意的音色。[原文 2]」這樣的理由未採用[3]。在當時的訪談中，松本表示「還有機會⋯在別的樂曲⋯。不過，必須得稍微練習一下才行呢。[原文 3]」[3]，之後便在「今夜月の見える丘に」使用了曼陀林[8]。
於2008年，關於本曲松本表示「我為自己邊用非常單純的和弦進行邊完成了高品質的樂曲感到自豪。[原文 4]」[9]。
稻葉在當時的官方粉絲俱樂部會報誌訪談中對於「明明一般來說子彈是黑色的，為何會是"蒼藍"呢？[原文 5]」這樣的提問，答道「果然是因為"年輕"吧。也可以說是"未熟"吧。[原文 6]」，由於是在完成後才決定商業搭配，因此與「寶礦力水得」的包裝配色不符[注 1]。
根據單曲的歌詞欄記載，英語表記為「WANDERING SAPPHIRE BULLET」。
雖然於當初未預定收錄的精選輯『B'z The Best "Pleasure"』中被緊急收錄了，但未收錄於翌年發售的10th專輯『Brotherhood』。
存在由演唱會影像及在唱片封面攝影時的模樣所構成的僅一段副歌的MUSIC VIDEO，於2013年發售的『B'z The Best XXV 1988-1998』的特典DVD中，收錄了在『B'z LIVE-GYM '98 "SURVIVE"』上的演唱會影像。
在17th專輯『MAGIC』的特典DVD中，可視聽到在『B'z SHOWCASE 2009 -B'z In Your Town-』上披露本曲時的稻葉失敗經驗談及松本的吉他軼聞。
2. 本曲是大田紳一郎首次參與的樂曲。在工作人員之間對於與本曲哪首要作為標題曲意見分歧[3][10]。
稻葉將其評為「是一首在舞台上表演起來很舒服的樂曲[原文 8]」[10]，並被演奏於『B'z LIVE-GYM '98 "SURVIVE"』、『B'z LIVE-GYM 2008 "ACTION"』、『B'z SHOWCASE 2017 -B'z In Your Town-』上。

## 「さまよえる蒼い弾丸」的不同版本
標題「Dangan」為日語的羅馬字，意為「子彈」。
收錄於數位限定迷你專輯『B'z』。雖然是於2007年正式數位下載，但本曲成為了以2005年的演奏為基礎的重視現場錄音之編曲。歌詞來自原曲，未變更且仍為日語，接近近年來在演唱會上演奏的形式。
順帶一提，於精選輯『B'z The Best "Pleasure II"』發售時，在iTunes Music Store上本曲一時成為了可下載的狀態，但立即便消失了（被普遍認為是誤上架）。
（徬徨的蒼藍子彈 (E)）
於2011年舉行的北美巡演『B'z LIVE-GYM 2011 -long time no see-』上被作為開場曲披露。
標題中的「(E)」為English的首字母，是歌詞成為了英語的版本。編曲接近「Dangan」。
雖然在B'z官方YouTube頻道上使用了「Dangan」來稱呼，但於B'z的官方粉絲俱樂部會報誌『be with!』91號中，被以上述標題介紹。

儘管本曲是過往樂曲的重新編曲作品，但仍被官方視為「新曲」。自2012年4月4日起在iTunes上數位限定發行，並被收錄於自2012年7月25日起發行的數位限定專輯『B'z』。
是一首專為於2012年5月在全球範圍發行的動作遊戲『龍族教義』重新撰寫英語歌詞並重新錄製的樂曲。成為了自『BURNOUT Dominator』中所使用的「FRICTION」以來時隔4年半，B'z為遊戲作品提供樂曲。
關於自的變更，是諸多採用了商業搭配端卡普空的要求。「希望能在開頭追加悠閒的聲部」「希望能於歌詞中使用到"Dragon"這個樂句」。
除了歌詞被部分變更外，追加了前奏的鋼琴與弦樂器聲部，在原曲中別具特徵性的錫塔琴聲被通篇徹底刪除。此外，刪除了第2段副歌與吉他獨奏銜接的橋樑部分，於通篇採用了遊戲音樂的要素。
在前述的北美巡迴演唱會上所披露的英語版本樂曲除了「Brotherhood」外，之後皆被進行錄製並隨後發行了，但本曲是在那些樂曲中唯一被添加了與原曲截然不同大幅改編的樂曲。此外，在B'z重新錄製的樂曲中是少數未被更改標題（附加版本名除外）的樂曲。
一般B'z的樂曲作詞是全部僅由稻葉擔任，但本曲的作詞著作權成為了支援樂手的Shane Gaalaas與稻葉聯名。關於本曲的作詞，採用了稻葉向Shane說明原曲歌詞概念，然後Shane邊與稻葉進行調整邊應用英語歌詞這樣的手法。稻葉表示「將細部表現託付給了Shane」。Shane表示「（作詞的）靈感來自東日本大震災後得到的經驗」。

## 商業搭配
- 大塚製藥「寶礦力水得」廣告曲、『J-ROCK ARTIST COUNT DOWN 50（日语：J-ROCK ARTIST COUNT DOWN 50）』片尾曲 (#1)
- 富士電視台系『Fomurla Nippon（日语：フォーミュラ・ニッポン）』主題曲 (#2)

## 製作人員
- 松本孝弘：吉他、全作曲・編曲
- 稻葉浩志：主唱、全作詞・編曲
- 山木秀夫（日语：山木秀夫）：爵士鼓
- 明石昌夫：貝斯
- 小野塚晃（日语：小野塚晃）：哈蒙德風琴（英语：Hammond Organ） (#2)
- 大田紳一郎：和聲 (#2)
- 池田大介（日语：池田大介 (編曲家)）：合成器程式設計（英语：Music Sequencer）
- B.B.IKKIES：和聲 (#2)

## 收錄專輯
- B'z The Best "Pleasure"
- B'z The Best "ULTRA Pleasure"
- B'z The Best XXV 1988-1998
- B'z (2007年專輯)（日语：B'z (2007年のアルバム)）（重新錄製版本）
- B'z (2012年專輯)（日语：B'z (2012年のアルバム)）（英語歌詞版本）

- B'z The "Mixture"

## 演唱會影像作品
- once upon a time in 横浜 ～B'z LIVE GYM'99 "Brotherhood"～（日语：once upon a time in 横浜 ～B'z LIVE GYM'99 "Brotherhood"～）
- a BEAUTIFUL REEL. B'z LIVE-GYM 2002 GREEN ～GO★FIGHT★WIN～
- B'z The Best "ULTRA Pleasure"（特典DVD）
- B'z LIVE-GYM Hidden Pleasure ～Typhoon No.20～
- B'z LIVE-GYM 2011 -C'mon-
- B'z LIVE-GYM 2008 -ACTION-
- B'z LIVE-GYM 2001 -ELEVEN-
- B'z LIVE-GYM Pleasure 2013 ENDLESS SUMMER -XXV BEST-
- EPIC DAY（特典DVD/英語歌詞版本）
- B'z COMPLETE SINGLE BOX（特典DVD）
- DINOSAUR（特典DVD・Blu-ray Disc）
- B'z LIVE-GYM 2019 -Whole Lotta NEW LOVE-

## 腳註

### 出典
1. 1 2  . The Record (日本唱片協會). 1998-06, (465): 9  [2020-07-19]. （原始内容存档于2020-09-23）.
2. ↑  . 日本唱片協會. 1998-06  [2020-01-14]. （原始内容存档于2019-04-28）.
3. 1 2 3 4 5 6   37. B'z Party. 1998-03.
4. ↑  . MRM.   [2019-11-24]. （原始内容存档于2016-03-25）.
5. ↑  . ROOMS RECORDS. 1998: 89.
6. ↑  . MRM.   [2019-11-24]. （原始内容存档于2016-03-25）.
7. ↑  . MRM. 2013: 219.
8. ↑   45. B'z Party. 2000-03.
9. ↑   78. B'z Party. 2008-06.
10. 1 2  佐伯明. . Sony Magazines. 2003: 293.
11. ↑  . 音樂Natalie (株式會社Natasha). 2011-07-26  [2019-09-23]. （原始内容存档于2019-09-23）.
12. ↑  . BARKS (JAPAN MUSIC NETWORK株式會社). 2012-04-04  [2019-09-23]. （原始内容存档于2018-07-01）.
13. 1 2  . BARKS (JAPAN MUSIC NETWORK株式會社). 2012-02-01  [2019-09-23]. （原始内容存档于2020-11-25）.
14. ↑  . ORICON NEWS (Oricon). 2012-02-01  [2019-09-23]. （原始内容存档于2022-06-17）.
15. ↑  『バンクーバー新報』2012年8月16日發售 第33號 P14

## 外部連結
- B'z DISCOGRAPHY 『さまよえる蒼い弾丸』 （页面存档备份，存于） ※可試聽樂曲
- B'z Official Website - 「Into Free -Dangan-」數位下載特設網站 （页面存档备份，存于）